# لارا الخالدي
لارا الخالدي (1982-) هي مديرة متحف ومنتجة ثقافية فلسطينية، عينت مديرة مركز دي أبيل للفن المعاصر في هولندا عام 2023، وفي عام 2019 تم اختيارها واحدةً من مجلة أبولو "40 تحت 40 مفكراً في الشرق الأوسط".

## سيرتها
ولدت لارا الخالدي في القدس، وتلقت تعليمها في مدرسة الدراسات العليا الأوروبية، ساس في سويسرا. وهي أيضاً خريجة برنامج دي أبيل للتنظيم في أمستردام، ورئيسة قسم الإعلام سابقاً في كلية القدس بارد، وقامت سابقاً بتدريس تاريخ الفن في جامعة بيرزيت وكانت مُدرّسة في معهد ساندبرج. كما عملت نائبة لمديرمؤسسة الشارقة للفنون ومديرة مركز خليل السكاكيني الثقافي في رام الله. تضمنت ممارساتها التنظيمية التعاون مع العديد من الفنانين والممارسين، بما في ذلك بوجانا سيفيتش، ونورعابد، ويزن خليلي، وخوسيه أ. سانشيز.